# معزز علمیه چیغ
معزز علمیه چیغ (ترکی استانبولی: Muazzez İlmiye Çığ؛ ‏ ۲۰ ژوئن ۱۹۱۴ – ۱۷ نوامبر ۲۰۲۴) باستان‌شناس، دانشمند و متخصص تمدن سومر، آشورشناس، مؤلف و یک زن ابرصدساله اهل ترکیه بود. او متخصص مطالعات هیتی‌ها و یک متخصص تمدن سومر بود.

## اوایل زندگی
والدین چیغ از تاتارهای کریمه بودند که هر دو با خانواده‌یشان به ترکیه مهاجرت کرده بودند. خانواده پدر او در شهر مرزیفون و خانواده مادرش در شهر بورسا، چهارمین شهر بزرگ ترکیه، که در آن زمان مرکز اداری مهمی از امپراتوری عثمانی بود، سکونت داشتند.
چیغ به نام شناسنامه‌ای معزز علمیه ای‌تیل چند هفته قبل از آغاز جنگ جهانی اول در بورسا در امپراتوری عثمانی متولد شد و زمانی که او به پنجمین سالگرد تولد خود در سال ۱۹۱۹ رسید، حمله ارتش یونان به ازمیر سبب شد پدرش که معلم بود، برای حفظ جان و امنیت خانواده به شهر چوروم مهاجرت کند و در آنجا معزز جوان تحصیلات ابتدایی خود را به پایان رساند. سپس او به بورسا بازگشت و در ۱۷ سالگی در سال ۱۹۳۱ از مرکز آموزش معلمان ابتدایی آنجا فارغ‌التحصیل شد.

## مدارک تحصیلی
پس از تقریباً پنج سال تدریس کودکان در شهر دیگری در شمال غربی ترکیه به نام اسکی‌شهر، چیغ در سال ۱۹۳۶ تحصیلات خود را در دپارتمان هیتی‌شناسی دانشگاه آنکارا آغاز کرد. در میان استادان او، دو نفر از برجسته‌ترین محققان فرهنگ و تاریخ هیتی‌ها در آن دوره، هانس گوستاو گوتربوک و بنو لاندسبرگر، هر دو پناهندگان آلمانی-یهودی دوران آلمان نازی بودند که در طول جنگ جهانی دوم به عنوان استاد در ترکیه فعالیت می‌کردند.
پس از دریافت مدرک خود در سال ۱۹۴۰، چیغ یک حرفه چند دهه‌ای را در «موزه شرق باستان» آغاز کرد، یکی از سه مؤسسه‌ای که مجموعه موزه‌های باستان‌شناسی استانبول را تشکیل می‌دهند، به عنوان متخصص مقیم در زمینه لوح‌های رُسی میخی که هزاران عدد از آن‌ها بدون ترجمه و دسته‌بندی در بایگانی موزه حفظ شده بودند. در سال‌های بعد، به دلیل تلاش‌های او در رمزگشایی و انتشار لوح‌ها، این موزه به یک مرکز یادگیری زبان‌های خاورمیانه‌ای تبدیل شد که پژوهشگران تاریخ باستان از سراسر جهان به آن مراجعه می‌کردند.

## شغل حرفه‌ای

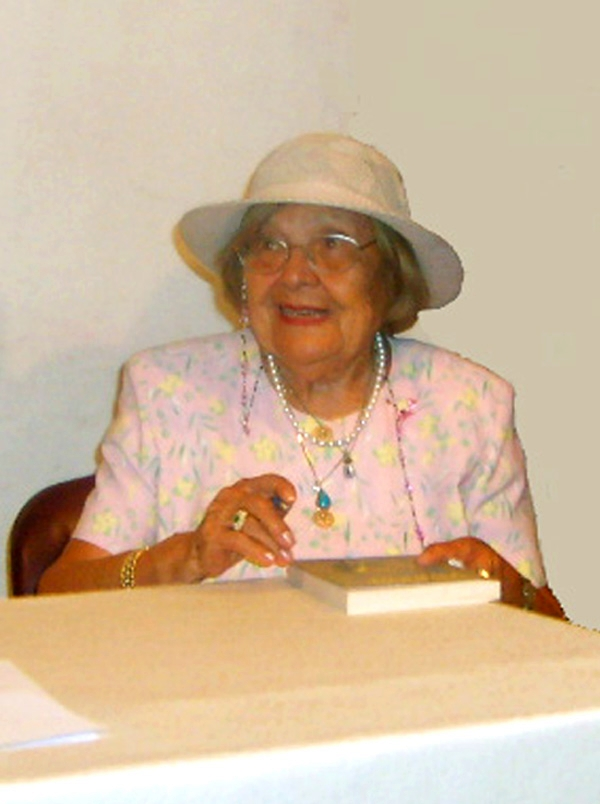
چیغ در شهر مرسین

معزز علمیه چیغ که با م. کمال چیغ مدیر موزه توپکاپی ازدواج کرده بود، به یکی از مدافعان برجسته سکولاریسم و حقوق زنان در ترکیه تبدیل شد و عضو افتخاری مؤسسه باستان‌شناسی آلمان و مؤسسه علوم پیش‌تاریخی دانشگاه استانبول بود. او در حرفه خود به دلیل تحقیقات دقیق و سیستماتیک که در کتاب‌ها، مقالات علمی و مقالات عمومی منتشر شده در مجلات و روزنامه‌هایی دیگر مشهود بود، شهرت پیدا کرده بود. در سال ۲۰۰۲، زندگی‌نامه‌اش به نام «آهن را به آهن نرم می‌کنند» که به صورت مجموعه‌ای از مصاحبه‌ها با روزنامه‌نگار سرحت اوزتورک تنظیم شده بود، توسط انتشارات ایش بانک ترکیه منتشر شد.
با همکاری همکارانش، حاتچه کیزیلیای و فریتس رودولف کراوس، او هزاران لوح نوشته شده به زبان‌های سومری، اَکَدی و هیتی را در انبار موزه تمیز، طبقه‌بندی و شماره‌گذاری کرد. چیغ یک بایگانی از اسناد میخی تشکیل داد که شامل ۷۴٬۰۰۰ لوح می‌شد و ۳٬۰۰۰ لوح را کپی و فهرست‌بندی کرد. در سال‌های بعد، به لطف تلاش‌های او در رمزگشایی و انتشار لوح‌ها، موزه به یک مرکز مطالعه زبان‌های خاورمیانه تبدیل شد که به عنوان مرجعی برای محققان تاریخ باستان از سراسر جهان شناخته می‌شود.
در سال ۱۹۵۷، او در کنگره شرق‌شناسان در مونیخ شرکت کرد. در سال ۱۹۶۰، او شش ماه در دانشگاه هایدلبرگ گذراند. در سال ۱۹۶۵، او در جابجایی نمایشگاه هیتی از رم به لندن شرکت کرد. چیغ در سال ۱۹۷۲ بازنشسته شد.
چیغ که پس از بازنشستگی مدتی در خارج از کشور زندگی کرده بود، در کنگره آشورشناسی در فیلادلفیا در سال ۱۹۸۸ شرکت کرد. او کتاب «تاریخ از سومر آغاز می‌شود» نوشته ساموئل نوآ کریمر را به ترکی ترجمه کرد. در سال ۱۹۹۰، این کتاب توسط جامعه تاریخ‌نگاری ترکیه با عنوان «تاریخ از سومر آغاز می‌شود» منتشر شد.
این کتاب توجه زیادی را جلب کرد و او ۱۳ کتاب دربارهٔ فرهنگ‌های سومری و هیتی در سال ۱۹۹۳ نوشت. یکی از آن‌ها کتابی است به نام «سفر به سومر از طریق تونل زمان» که او برای کودکان نوشته است.

## مناقشات

### اتهام مشارکت در شکنجه
برادر معزز علمی چیغ توران ای‌تیل، روان‌شناسی بود که در دانشگاه میسوری بر روی اثرات ال‌اس‌دی، یک داروی روانگردان، تحقیق می‌کرد. در دهه ۱۹۷۰، ای‌تیل به ترکیه بازگشت و در سال ۱۹۷۱ بنیاد HZİ را با خواهرش تأسیس کرد. چیغ رئیس این بنیاد شد و عمدتاً در امور مدیریتی آن فعالیت می‌کرد.
در سال ۱۹۸۴، مجله نکته ادعا کرد که توران ای‌تیل زندانیانی را به دلیل شرکت در خشونت‌های سیاسی دهه ۱۹۷۰ محکوم شده بودند، با استفاده از داروهای آزمایشی، شکنجه کرده است.. روزنامه جمهوریت نیز ادعا کرد که برخی از کارکنان کاخ توپکاپی که همسر چیغ مدیر آن بود، به عنوان آزمایش‌شوندگان استفاده شده‌اند. چیغ ای‌تیل، دوستان، خانواده‌ها و برخی از کارکنان بنیاد این اتهامات را رد کردند. آن‌ها ادعا کردند که آزمایش‌ها به صورت داوطلبانه انجام شده و با اجازه دولت موقت نظامی تحت نظارت بنیاد HZİ برای شناسایی تروریست‌ها صورت گرفته است. اتهامات بیشتری مطرح شد مبنی بر اینکه حکومت فدرال ایالات متحده آمریکا یا صنایع داروسازی آمریکا نیز از نتایج شکنجه بهره‌برداری کرده‌اند.
در سال ۱۹۹۰، مقر بنیاد HZİ توسط گروه Dev Sol، سازمان سلف حزب/جبهه آزادی‌بخش انقلابی خلق، به دلیل آزمایش‌های بی‌رحمانه بر روی آزمایش‌شوندگان انسانی، مورد حمله قرار گرفت. پس از حمله با بمب به آن، بنیاد به فراموشی سپرده شد و در سال ۲۰۱۱ به‌طور رسمی منحل شد. اگرچه برخی تحقیقات بعدی انجام شد، اما هیچ‌کسی از اعضای بنیاد محاکمه نشد. معلوم نیست که چیغ تا چه اندازه از شکنجه‌های ادعایی در سِمَت رسمی خود آگاه بوده است. پس از مرگ چیغ اتهامات شکنجه دوباره مطرح شد.

### پرونده روسری
چیغ در کتاب‌های خود در دهه ۲۰۰۰، ادعا کرد که روسری‌ای که زنان مسلمان می‌پوشند، از جهان اسلام منشأ نگرفته، بلکه ۵۰۰۰ سال پیش توسط کشیشان سومری به عنوان روشی برای وارد کردن مردان جوان به رابطه جنسی به کار می‌رفته است. این موضوع در دنیای مسلمانان جنجال‌برانگیز شد و پوشش رسانه‌ای جهانی پیدا کرد. در نهایت، او و ناشر کتابش به اتهام «ایجاد نفرت و نفاق بر اساس تفاوت‌های مذهبی» محاکمه شدند. در ۳۱ اکتبر ۲۰۰۶، در اولین جلسه دادگاه، اتهامات رد شد و تبرئه شدن او باعث جلب توجه بیشتر به چیغ شد. در دادگاه، او اتهامات را رد کرده و اظهار داشت: «من یک زن علم‌گرا هستم… هیچ‌گاه به کسی توهین نکرده‌ام». در جلسه اول دادگاه، قاضی پرونده او را رد کرده و پس از دادگاهی که کمتر از نیم ساعت به طول انجامید، ناشر کتاب نیز تبرئه شد.

## زندگی بعدی و مرگ
چیغ در ۲۰ ژوئن ۲۰۱۴ به ۱۰۰ سالگی رسید و در ۲۰ ژوئن ۲۰۲۴ به ۱۱۰ ساله شد. او در ۱۷ نوامبر ۲۰۲۴ در سن ۱۱۰ سال و ۱۵۰ روز درگذشت. او در زمان مرگش مسن‌ترین فرد تأییدشده در ترکیه بود.